# Лудвиг (Насау-Саарбрюкен)
Вижте пояснителната страница за други личности с името Лудвиг.
Лудвиг фон Насау-Саарбрюкен (на немски: Ludwig von Nassau-Saarbrücken; * 3 януари 1745, Саарбрюкен; † 2 март 1794, Ашафенбург) е от 1768 до 1793 г. последният княз на Насау-Саарбрюкен до Френската революция.

## Живот
Той е първият син на княз Вилхелм Хайнрих фон Насау-Саарбрюкен (1718 – 1768) и съпругата му графиня София Кристина фон Ербах (1725 – 1795), дъщеря на граф Георг Вилхелм фон Ербах-Ербах.
Лудвиг следва в университета в Страсбург. На 30 октомври 1766 г. в дворец Шварцбург той се жени за принцеса Вилхелмина фон Шварцбург-Рудолщат (* 22 януари 1751; † 17 юли 1780), дъщеря на княз Йохан Фридрих фон Шварцбург-Рудолщат и принцеса Бернардина Кристиана, дъщеря на херцог Ернст Август I фон Саксония-Ваймар-Айзенах. Бракът е нещастен и Вилхелмина се оттегля в дворец Монплезир на Халберг в Саарбрюкен и там възпитава сина им Хайнрих Лудвиг.
След смъртта на баща му през 1768 г. Лудвиг поема управлението и трябва да пести. Той е масон и член на Св.-Хайнрих-Ложата в Саарбрюкен.
На 1 септември 1774 г. Лудвиг се жени (морганатичен брак) за камер-цофата на метресата му Фредерика Амалия Дерн Катарина Кест (* 1 март 1757; † 11 декември 1829), дъщеря на селянина Йохан Георг Кест (1702 − 1762) и третата му съпруга Анна Барбара Волфарт (1717 − 1795). На 28 февруари 1787 г. княз Лудвиг издига Катарина на графиня фон Отвайлер, дава ѝ Дилинген и след това я издига на княгиня, с която има седем деца, шест извънбрачни деца и един легитимен син.
Княжеството е окупирано през 1793 г. от френските революционерни трупи и той бяга в изгнание по здравословни причини в Ашафенбург в Курмайнц, където умира през 1794 г. Погребан е в дворцовата църква в Узинген. На 23 ноември 1995 г. той е преместен в дворцовата църква в Саарбрюкен.
- Дворец Саарбрюкен
- Дворцовата църква Саарбрюкен

## Деца
От брака с Вилхелмина фон Шварцбург-Рудолщат има един син:
- Хайнрих Лудвиг (* 9 март 1768; † 27 април 1797), наследствен принц

От метресата си Фредерика Амаля фрайфрау фон Дорсберг (преди Фредерика Амалия Дерн, * 12 март 1753; † 12 април 1802) той има две извънбрачни деца:
- Фредерика Луиза (* 18 февруари 1771) ∞ Франсоа Леклерк д'Алтевил
- Лудвиг Карл Филип (1774 – 1871)[3]

От Катарина Кест има седем деца, шест извънбрачни деца и един легитимен син:
- Лудвиг Албрехт (1775 – 1784)
- Лудвиг Карл (1776 – 1799)
- Луиза (1778 – 1855), ∞ 1802 в Берлин за Антон Йозеф Фишер (1780 – 1862), камерпевец
- Хайнрих (1779 – 1781)
- Лудвиг (1785 – 1796)
- Луиза Катарина (1786 – 1818), ∞ 25 септември 1810 в Мауер при Хайделберг за Хайнрих Фридрих Вилхелми (1786 – 1860), свещеник
- Адолф фон Отвайлер (1789 – 1812), легитимен